# Ligne de tramway de Valenciennes à Condé-sur-l'Escaut et Hergnies
La ligne de Valenciennes à Condé-sur-l'Escaut et Hergnies est une ligne de l'ancien tramway de Valenciennes qui reliait Valenciennes à Condé-sur-l'Escaut et Hergnies entre 1881 et 1966.

## Histoire

### Mise en service (1881)
Les premiers essais se déroulent sur la nouvelle section entre la Croix d'Anzin et le cimetière de Bruay-sur-l'Escaut le 19 avril 1881 puis la ligne est mise en service en traction vapeur le 8 mai entre la place du Marché aux Herbes à Valenciennes et cimetière de Bruay.

### Prolongements (1882-1894)
Le 3 février 1882, la ligne est prolongée de Bruay au glacis des fortifications à Condé-sur-l'Escaut (nouvelle section),.
Le 19 juin 1883, elle est prolongée du glacis à la place de Condé puis le 2 octobre de la place de Condé jusqu'à Vieux-Condé,.
Le 10 juin 1892, les extensions de Vieux-Condé à Hergnies et de la porte de Tournai à la frontière avec la ville belge de Bon-Secours sont déclarées d'utilité publique. Le prolongement vers la frontière avec Bon-Secours est mis en service le 14 août de la même année,. Il faut attendre le 1er mai 1894 pour voir la mise en service du prolongement de Vieux-Condé à Hergnies.
En juin 1909, le nouveau terminus de la place du Marché aux herbes est mis en service à Valenciennes (voir la section à ce sujet sur Ancien tramway de Valenciennes).

### La Première Guerre mondiale et l'électrification (1914-1923)
Au tout début de la Première Guerre mondiale le trafic est brièvement interrompu le 25 août 1914, il reprend quelques jours plus tard au début de septembre,. À partir du mai 1915 le transports des civils est interdit. À la fin de la guerre le réseau lourdement endommagé est reconstruit et les lignes progressivement remises en service, il est cependant possible que la ligne n'ait jamais cessé de fonctionner entre Valenciennes et la gare de Condé. Le reste de la ligne est progressivement remis en service et électrifié :
- en 1921 depuis la gare de Condé vers la frontière avec Bon-Secours (traction vapeur), les voies dans le centre de Condé-sur-l'Escaut sont probablement modifiées à cette date (voir la section à ce sujet ci-dessous) ;
- en 1922 et 1923 la section entre la Bleuse Borne à Anzin et la frontière avec Bon-Secours est électrifiée, de même que la ligne est remise en service entre Condé et la gare de Vieux-Condé (probablement en traction électrique) ;
- enfin le 15 juin 1923 la ligne est remise en service vers Hergnies.

### Modifications ultérieures
En 1923, une boucle est ajoutée au terminus de la place du Marché aux herbes à Valenciennes (voir la section à ce sujet sur Ancien tramway de Valenciennes).
En 1927, un pont remplace le passage à niveau de la ligne de Fives à Hirson à la Bleuse Borne à Anzin.
Un autre passage supérieur est construit à une date inconnue (attesté en 1930) à la frontière entre Escautpont et Fresnes-sur-Escaut au dessus de la ligne de Saint-Amand-les-Eaux à Blanc-Misseron, il est à l'inverse du pont de la Bleuse Borne construit en site indépendant.
Au terminus de Condé-sur-l'Escaut à la frontière avec Bon-Secours, une boucle de retournement est construite à une date inconnue.
Au tout début des années 1950, le terminus de la place du Marché aux herbes à Valenciennes est déplacé place du Hainaut (voir la section à ce sujet sur Ancien tramway de Valenciennes).

### Suppression (1966)

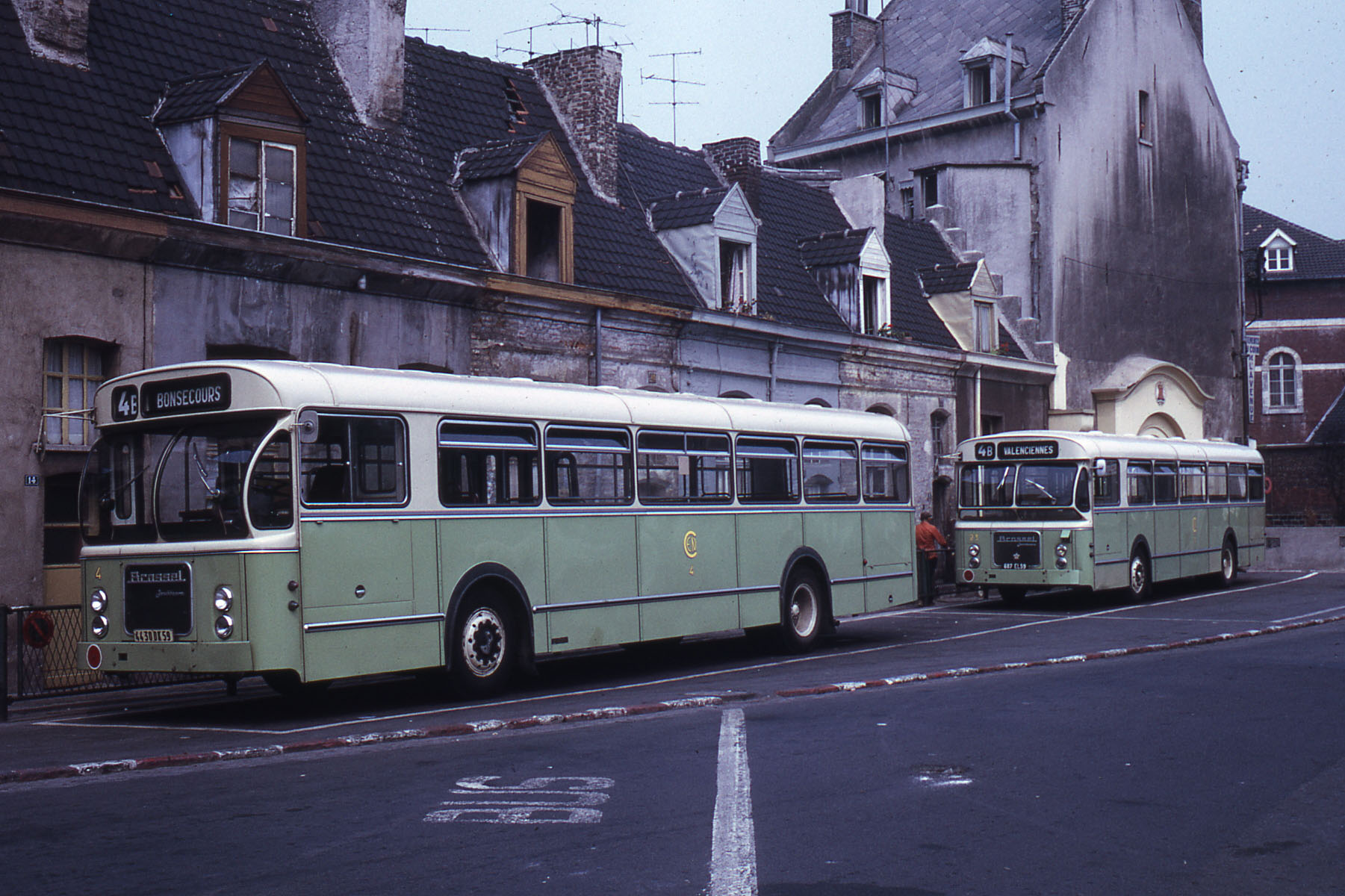
1973, autobus Brossel sur la ligne 4 au terminus de la place du Hainaut à Valenciennes.

La ligne est supprimée le 2 juillet 1966, elle est remplacée par une ligne d'autobus sous l'indice 4, cette ligne est toujours exploitée sous l'indice 14.